# Murs for President
Albums de Murs
The End of the Beginning
(2002) Love & Rockets, Volume 1: The Transformation
(2011)
Murs for President est le sixième album studio de Murs, sorti le 30 septembre 2008.
L'album s'est classé 20e au Top R&B/Hip-Hop Albums et 45e au Billboard 200.

## Liste des titres
| No  | Titre                                                  | Contient un (des) sample(s) de                                                | Durée |
| --- | ------------------------------------------------------ | ----------------------------------------------------------------------------- | ----- |
| 1.  | Intro                                                  |                                                                               | 1:47  |
| 2.  | I'm Innocent                                           | Innocent 'Til Proven Guilty d'Honey Cone                                      | 3:52  |
| 3.  | Lookin' Fly (featuring Will.i.am)                      | The Green Hornet Theme d'Al Hirt Sucker M.C.'s (Krush Groove 1) de Run–D.M.C. | 3:59  |
| 4.  | The Science                                            |                                                                               | 4:55  |
| 5.  | Can It Be (Half a Million Dollars and 18 Months Later) | I Wanna Be Where You Are de Michael Jackson                                   | 3:43  |
| 6.  | Everything                                             | I'll Take Everything de James Blunt                                           | 3:34  |
| 7.  | Road Is My Religion                                    |                                                                               | 4:13  |
| 8.  | Sooo Comfortable                                       |                                                                               | 5:02  |
| 9.  | Time Is Now (featuring Snoop Dogg)                     |                                                                               | 4:55  |
| 10. | Think You Know Me                                      |                                                                               | 4:00  |
| 11. | Me and This Jawn                                       | For the Love of You (Part 1 & 2) des Isley Brtohers                           | 3:34  |
| 12. | Love and Appreciate II (featuring Tyler Woods)         | Now Is the Time to Say Goodbye de Freda Payne                                 | 4:31  |
| 13. | A Part of Me                                           |                                                                               | 4:22  |
| 14. | Break Up (The OJ Song)                                 | Charlene d'Anthony Hamilton                                                   | 4:08  |
| 15. | Breakthrough                                           | Just Once de The Main Ingredient                                              | 4:05  |